# Nozomi Hiroyama
Nozomi Hiroyama (廣山 望?, Hiroyama Nazomi; Chiba, 6 maggio 1977) è un ex calciatore giapponese, di ruolo centrocampista.